# Małgorzata Węgrzyn
Małgorzata Antonina Węgrzyn (ur. 8 listopada 1945 w Kluczach, zm. 27 października 2018 tamże) – polska polityk, samorządowiec, posłanka na Sejm X kadencji.

## Życiorys
Córka Adolfa i Danieli. W 1985 ukończyła studia na Wydziale Prawa i Administracji Uniwersytetu Śląskiego na kierunku administracja. W 1965 rozpoczęła pracę w prezydium Gminnej Rady Narodowej w Kluczach.
W 1978 wstąpiła do Polskiej Zjednoczonej Partii Robotniczej. W 1982 została naczelnikiem gminy Klucze, a następnie w 1990 rada gminy wybrała ją na stanowisko wójta; gminą kierowała nieprzerwanie przez 28 lat. W wyborach samorządowych w 2010 przegrała w drugiej turze z wicestarostą olkuskim stosunkiem głosów 67% do 33%. W latach 1998–2002 pełniła także funkcję radnej powiatu olkuskiego. W 2014 ponownie wybrana na radną powiatową.
W 1989 została posłem na Sejm X kadencji z okręgu dąbrowskiego, w trakcie pracy w parlamencie zasiadała w trzech komisjach stałych, na koniec kadencji należała do Parlamentarnego Klubu Lewicy Demokratycznej. Wstąpiła do Sojuszu Lewicy Demokratycznej, w 2001, 2005 i 2015 bez powodzenia kandydowała ponownie do Sejmu.

## Odznaczenia
- Złoty Krzyż Zasługi (1984)